# 江革 (漢朝)

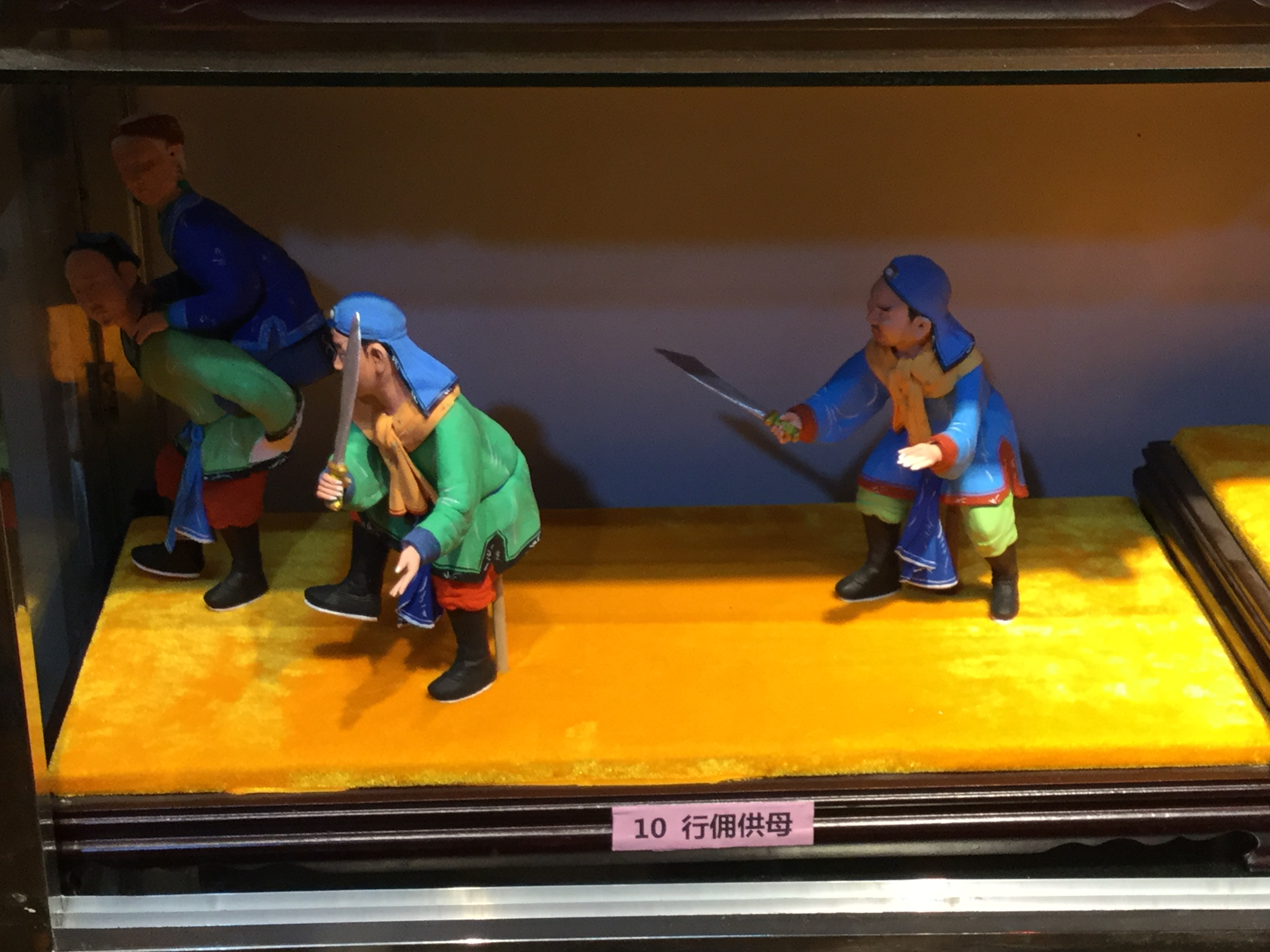
行佣供母

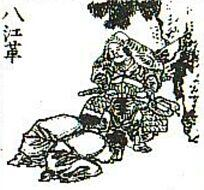
遇到盜賊，江革涕泣哀求。画像出自葛饰北斋《北斋漫画》第八卷。

江革，字次翁，東漢齊國臨淄人。生卒年不詳，約是在東漢之前，卒於元和之後（87年）。官至諫議大夫。由於汉章帝的重視，「江巨孝」之稱在當時行於天下，為後人輯於《二十四孝》之一。

## 生平及孝行
自幼便失父，單獨與其母居。當時天下大亂，盜賊並起，江革背着母亲四处逃难。在逃難期間，備經阻險，經常只能以採拾奉養其母。經常在遇到盜賊時，盜賊欲劫去為盜，江革往往涕泣哀求，說其有老母當予奉養，由於言辭極其誠摯，每每感動遇盜賊，於是不忍犯之，也有給予指示避開兵亂的途徑，使得江革與其母在亂中可俱得保全。最後江革輾轉到達下邳。
光武帝建武末年，江革與母歸鄉里。由於江革不欲車動搖過大，不使用牛馬，而親自挽車，鄉里稱之「江巨孝」。
太守嘗備禮召，革以母老不應。及母終，至性殆滅，嘗寢伏頤廬，服竟，不忍除。郡守遣丞掾釋服，因請以為吏。當時臨淄令楊音，曾特別於公眾場合設席表彰江巨孝，並親自送錢給作為其養親之用。
汉明帝永平（58年-75年）初年，舉孝廉為郎，在楚國為官，但皆不久，經常辭官而去。到了建初（76年-84年）初年，由太尉牟融舉為賢良方正，再遷司空長史。當時，汉明帝非常禮遇江革，任他為五官中郎將。
即便後來江革因病辭官，汉明帝由於極思念他，曾下詔給齊相問江革的起居。

## 延伸阅读
[在维基数据编辑]
 《後漢書·卷39》，出自范晔《後漢書》
 《東觀漢記》
 《二十四孝》
 在维基共享资源阅览影像